# Epona

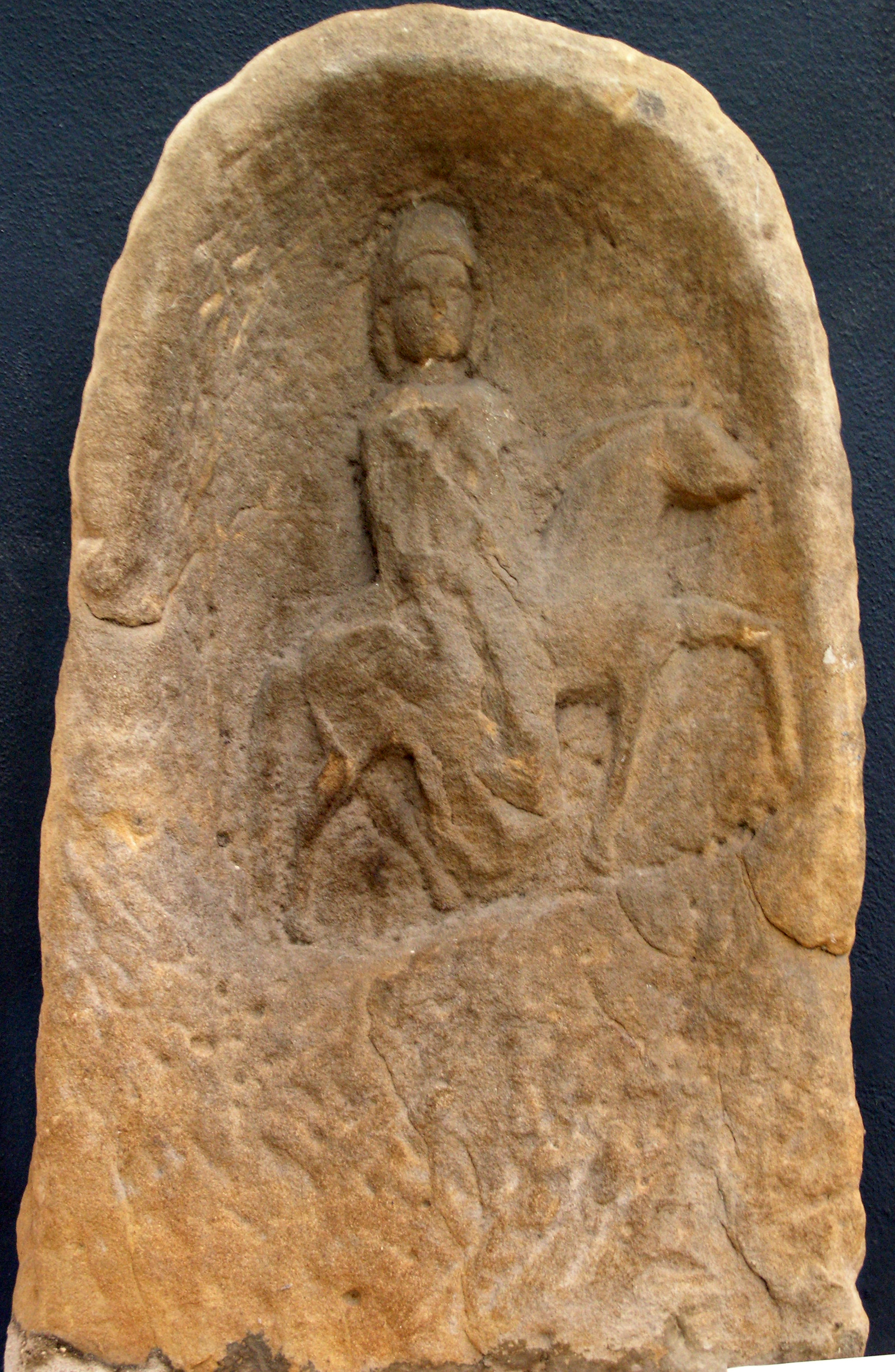
Epona, 3e eeuw, uit Freyming (Moselle), Frankrijk (Musée Lorrain, Nancy)

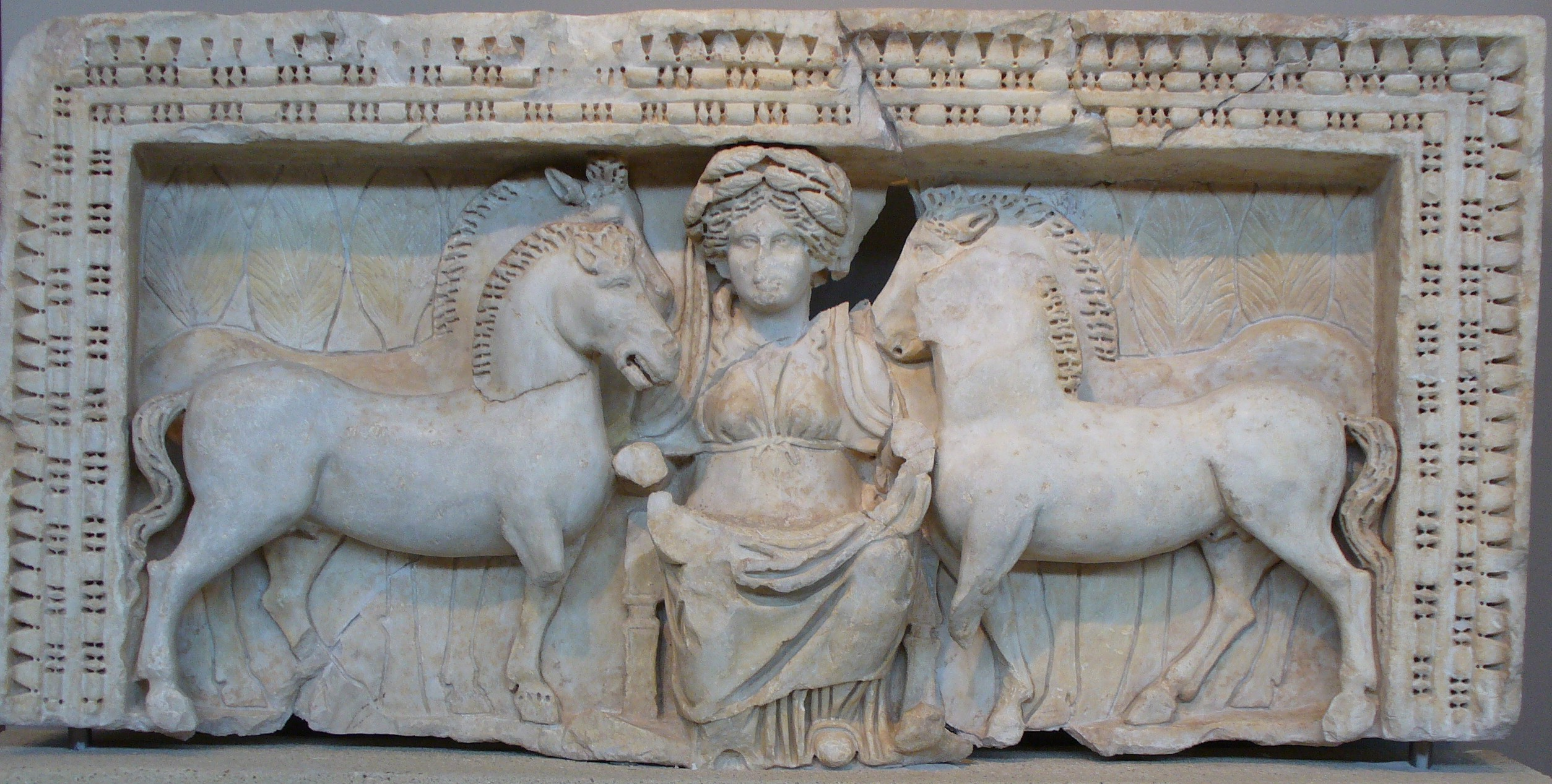
Reliëf van Epona geflankeerd door twee paardenstellen, uit Romeins Macedonië.

Epona (groot paard) was een vruchtbaarheidsgodin in Gallia Belgica. Ze werd later vereerd door de Romeinse cavalerie als "Epona Augusta" of "Epona Regina", ze was dan ook de enige Keltische godheid die in Rome een eigen feestdag had: namelijk op 18 december. Als beschermster van reizigers had ze ook een diepere spirituele betekenis, want ze werd ook geassocieerd met de reis van de ziel naar de onderwereld. 
Ze was beschermster van paard en ruiter en werd vaak afgebeeld met een paard, een veulen, een drinkschaal en een Cornucopia (hoorn van overvloed). Vaak draagt ze op afbeeldingen een grote sleutel, wat geïnterpreteerd werd als symbool van haar vermogen om de toegang tot de andere wereld te ontsluiten. Haar afbeeldingen werden dikwijls in kleine schrijnen geplaatst in de paardenstal, maar niet alleen paardenstallen, maar ook op grafmonumenten prijkte haar beeltenis. Dit suggereerde dat Epona en haar paarden begeleiders waren van de ziel in de rit naar de onderwereld.
Het personage Rhiannon, een Welshe godin, uit de Mabinogion wordt soms met haar in verband gebracht, alsook de Ierse godin Macha.

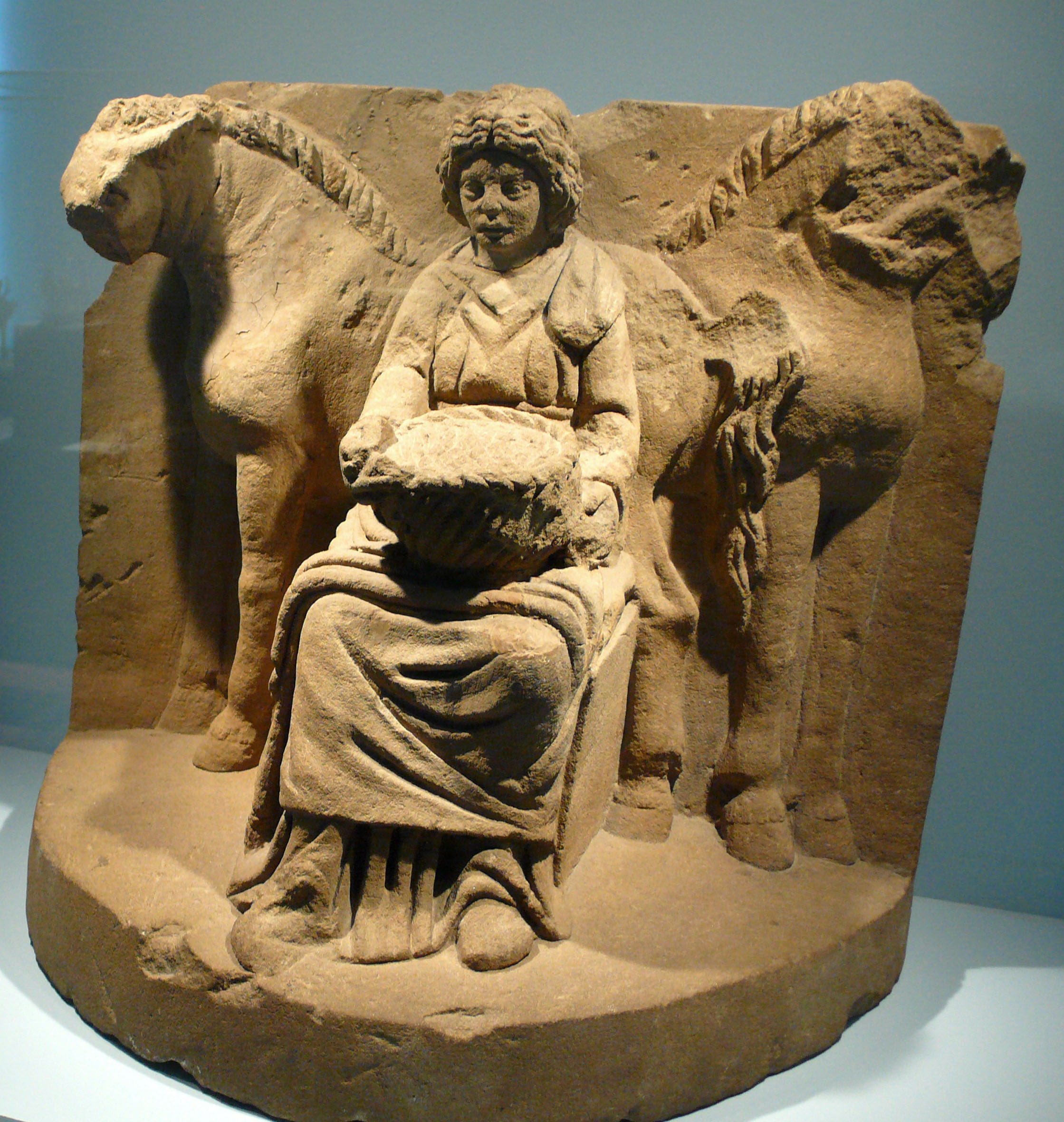
Epona met paarden en fruitmand